# 山下菜々子
山下 菜々子（やました ななこ、1993年8月21日 - ）は、日本のタレント、女優。
三重県出身。日本芸術高等学園卒業。マグニファイ所属。2016年8月31日退社。
OFFICE ACHIEVER(オフィスアチーバ)所属。

## 来歴
当初は芸能界に興味がなかったものの、小学6年生のときに母親が彼女に内緒でオーディションに応募したことを機に芸能界入りし、活躍。ピースモアに所属していた。
2009年3月1日、ピースモアは山下（当時は新実名義）を「事務所ルール違反」により5日を以って解雇することを発表し、5日に契約関係を解消した。事務所は山下が何のルールに違反したかを一切明らかにしていない。また山下自身も解雇理由は明らかにせず、「演技者として勉強していきたい」とコメントした。

## 作品

### ビデオ・DVD
- ななちゃん みーつけた!（2006年、ビーエムドットスリー）
- Chu→Boh学園DVD 07'初春
- Pure Smile 新実菜々子 13歳（2006年、アイマックス）
- True tears（2006年、アミューズソフトエンタテインメント）
- スクール水着カタログ 新実菜々子（2007年、ピースモア）[4]
- Etude 新実菜々子（2007年、アイマックス）
- OSAWAGASE☆GIRLS さやか×ななこ（2007年、ビーエムドットスリー）
- 美少女デラックスTV Vol.1（2007年、ビーエムドットスリー）
- 美少女学園 Vol45 新実菜々子（2007年、アイマックス）
- 時空警察ヴェッカーシグナ 第2巻（2007年、バップ）
- LOLITA2 森下真依 森友季菜 新実菜々子（2008年、グラフィス）
- 新実菜々子 moecco JUICY（2008年、タスクオフィス）[5]
- 競泳水着カタログ 新実菜々子（2008年、オルスタックピクチャーズ）[6]
- 新実菜々子 moecco アイドル卒業します！！（2009年、タスクオフィス）
- 初恋MEMORY ななこ色（2010年、スパークビジョン）
- 「聖少女戦士St.ヴァルキリー」（2006年 監督：畑澤和也）- 主演：三枝祐樹役
- 実写版「まいっちんぐマチコ先生 Go！Go！家庭訪問！！」（2007年）
- 「2ちゃんねる呪いVol.2」『赤外線通信』（2010年5月） - 西田智子役
- 「心霊写真部 壱限目」（2010年9月） - 斉田瑞希役

## 出演

### 映画
- ノースポンサード（2010年1月公開、監督：北条俊正） - あずき 役
- 全国地域応援ムービー ノースポンサード（2010年1月公開、監督：北条俊正） - あずき 役
- 映画「携帯彼女」（2011年4月公開、監督：安里麻里） - 小林智帆 役
- 映画「国吉康雄を探して」（2013年、監督：才士真司） - 内田美里 役
- 映画「Bright Audition」（2014年　公開、監督：遊佐和寿） - 田辺トモミ 役
- 映画「クハナ！」（2016年9月公開、監督：秦建日子） - 田崎菜実 役

### 舞台
- ユーキース・エンタテインメント第7回プロデュース公演「あの日の夕陽は確かに笑った2」（2013年2月27日 - 3月4日、小劇場「楽園」）
- Seeding公演 「レディのお作法」 主演：吉田ともみ役 （2013年6月28日 - 30日、演出：森田亜紀）
- ミュージカル「僕と幻の図書館」ジェリー 役 （2014年2月脚本・演出：齋藤康嘉）
- 「赤毛のアン〜みどりやねの朝」主演：赤毛のアン役（2014年3月演出：高倉亜矢子）
- 「QOL」アキハ役（2014年8月演出：原田光規）
- 「ダウンライトの真贋」樹役　（2014年11月　作・演出：八鍬健之助）
- 「はつ恋」　平井智子役　（2014年12月　脚色・演出：六車俊治）
- 「ハルジオン」　花子役　（2015年2月　演出：安ヶ平聡子）
- 「HIDEYOSHI」　ねね役　（2015年3月　演出：鈴木茉美）
- 「俺は、君のためにこそ死ににいく」　鳥浜礼子役　（2015年4月演出：野伏翔）
- 「四姉妹の事件簿」　こい役　（2015年6月演出：草薙良一）
- ミュージカル「バックホーム」　佐藤あやか役　（2015年10月演出：園田英樹）
- 「時の流れは加速する」　紅役　（2015年11月演出：齋藤康嘉）
- オハヨウ劇場「おはよう」は恋のおまじない。(2016年6月～　演出：菅野臣太朗)
- 「城下町のダンデライオン」櫻田光役(2016年8月演出：中井ゆりこ)
- 音楽劇「老いた道化の肖像をめぐる幾つかの懸念」立木耀役(2017年11月　演出：才士真司)
- 「赤毛のアン〜みどりやねの朝」主演：赤毛のアン役（2017年12月演出：高倉亜矢子）

### バラエティ
- イツザイS『イツザイ ハイスクール』（日本テレビ・2010年2月）
- ぐるぐるナインティナイン『戦国二択時代』（日本テレビ・2009年7月）
- 戦うおんなのこ。（2006年、CS日本）
- 戦うおんなのこ。2 （2006年、CS日本）
- 中居正広の金曜日のスマたちへ (2015年5月15日、TBS）- 近藤麻理恵　役（再現ドラマ）

### ラジオ
- 新実菜々子のガールズリンク（2008年、下北FM）
- DJ Tomoaki's Radio Show!（2010年6月10日、下北FM） - アシスタントMC
- 「高田純次 毎日がパラダイス」文化放送
- ラジオドラマ「終わりの世界」たかこ役(2015年西東京FM)

### Web写真集
- ちっちゃレディ 新実菜々子 はじめまして、ななちゃんです。
- ちっちゃレディ 新実菜々子 ななちゃん海にいく。
- ちっちゃレディ ななちゃんと夏祭
- ちっちゃレディ ひとりで入れるもん。

### その他
- 「音楽とセシル」モデルとして出演（2011年2月）
- スマートフォンアプリ　（2013年）
- 「UNKNOWN〜探偵小寺は謎ヲタク〜」燐役　（2016年　監督：北条俊正）